# Килдэр (графство)
Килдэ́р (ирл. Contae Chill Dara; англ. Kildare) — графство на востоке Ирландии. Входит в состав провинции Ленстер на территории Республики Ирландии. Административный центр и крупнейший город — Нейс. Население 210 312 человек (4-е место среди графств; данные 2011 года).

## География
Площадь графства 1695 км² — по этому показателю оно занимает 20-е место из 26 графств ирландской Республики. Из двенадцати графств Ленстера оно восьмое по площади и второе по населению. Килдэр граничит с Карлоу на юге, с графствами Лиишь и Оффали на западе, с Митом на севере, с Дублином и Уиклоу — на востоке.

### Физическая география
Через графство протекают три крупные реки: Барроу, Лиффи и Бойн. Королевский канал тянется через северную часть графства до границы с Митом.
Поллардстоуновское известковое болото на территории графства — самое крупное из оставшихся в Ирландии известковых болот. Его площадь — 220 гектаров (2,2 км²). Экосистема болота имеет большую важность благодаря уникальным малочисленным видам растений, поэтому эта территория с 1986 года является Национальным природным резерватом.